# 奧拉瓦河
奧拉瓦河是斯洛伐克的河流，位於該國西北部，河道全長60.9公里，流域面積1,991.8平方公里，最終注入瓦赫河，河畔城鎮有特夫爾多辛。

## 外部連結
- Orava on Geonames